# Beith-Jaakov-Synagoge
Die Beith-Jaakov-Synagoge ist ein jüdisches Sakralgebäude im Burggraben in Gießen und das religiöse und kulturelle Zentrum der dortigen jüdischen Gemeinde. Sie wurde 1995 eingeweiht.

## Geschichte
Nach 1945 kamen nur wenige Überlebende nach Gießen. Zuerst wurden Gottesdienste in der Synagoge in Bad Nauheim besucht. Erst seit Ende der 1970er-Jahre kam es zu einem neuen Aufleben einer jüdischen Gemeinde. Im Frühjahr 1978 wurde auf Grund einer Initiative von Jakob Altaras eine jüdische Gemeinde Gießen neu gegründet. Ende der 1980er-Jahre entschied sich die Gemeinde für eine Umsetzung des 150 Jahre alten Fachwerkgebäudes der Synagoge von Wohra nach Gießen, um das Gebäude wieder als Synagoge verwenden zu können. Durch Zuwanderung vor allem aus den ehemaligen GUS-Staaten nahm in den 1990er-Jahren die Zahl der Gemeindeglieder zu. Altaras wurde der erste Vorsitzende der neuen Jüdischen Gemeinde. Nach seinem Tod übernahm seine Frau Thea Altaras den Vorsitz der Gemeinde.  Am 27./28. August 1995 wurde die Beith-Jaakov-Synagoge zusammen mit einem jüdischen Gemeindezentrum sowie einer Mikwe feierlich eingeweiht.
2006 gehörten der jüdischen Gemeinde in Gießen etwa 400 Personen an. 2008 konnte das 30-jährige Bestehen der neuen Gemeinde gefeiert werden. 2011 lag die Mitgliederzahl bei 382 Personen. 2018 wurde das 40-jährige Bestehen gefeiert.

## Beschreibung
Die Beith-Jaakov-Synagoge befindet sich in der Nähe der Stadtkirche Gießen und in unmittelbarer Nachbarschaft zur Pankratiuskapelle. Die Synagoge erhielt den Namen Beith-Jaakov-Synagoge, was „Haus des (Stammvaters) Jakob“ bedeutet. Über dem Torbogen zum Gemeindezentrum am Burggraben steht in hebräischer Schrift geschrieben:          בְּבֵ֥ית אֱ֝לֹהִ֗ים נְהַלֵּ֥ךְ בְּרָֽגֶשׁ, „In das Haus Gottes schreiten wir mit Würde“ (Ps 55,15b ). Im Zentrum des Gebäudekomplexes steht die alte Wohraer Synagoge, welche im Frühjahr 1992 behutsam Balken für Balken und Sandstein für Sandstein abgetragen, restauriert und schließlich in Gießen wieder aufgebaut worden ist. Um sie herum gruppieren sich halbkreisförmig die übrigen Gebäudeteile mit einem Gemeindesaal, Küchen, Bibliothek, Unterrichtsräumen, Hausmeisterwohnung, Studentenzimmern und Mikwe. Die Architektur des Synagogenkomplexes knüpft an die Tradition des hessischen Landjudentums an und basiert auf Plänen und wissenschaftlichen Arbeiten der Architektin und Bauhistorikerin Thea Altaras. Im Innern befinden sich seit 1997 eine Gedenktafel mit 346 Namen der in der NS-Zeit verschleppten und ermordeten Gießener Juden und seit 2002 eine Gedenktafel für den langjährigen Vorsitzenden Jakob Altaras.